# Bahnhof Engers

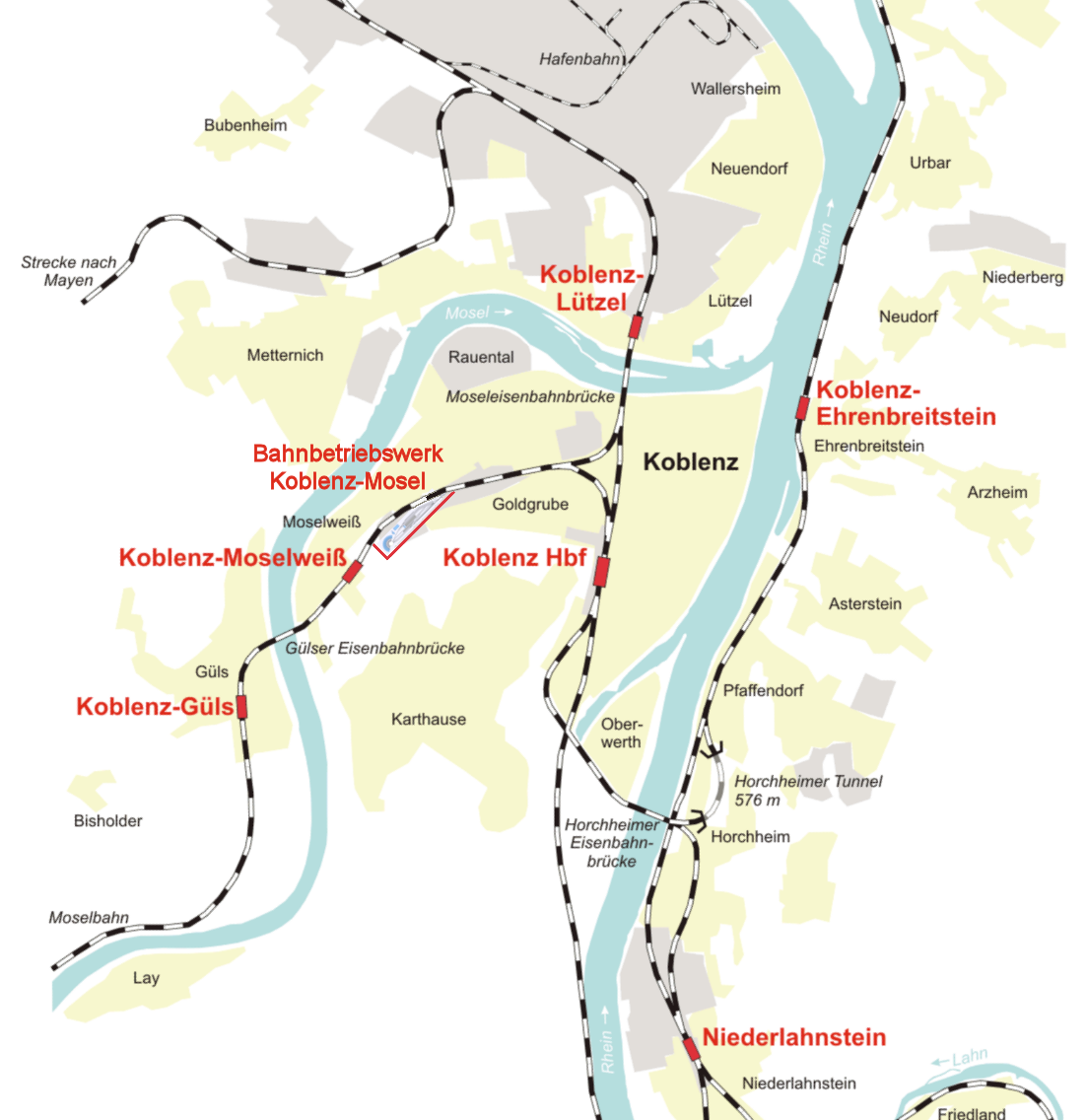
Bahnanlagen im Großraum Koblenz

Der Bahnhof Engers (auch: Bahnhof Neuwied-Engers) ist ein Durchgangsbahnhof und ehemaliger Eisenbahnknotenpunkt im Ortsteil Engers der rheinland-pfälzischen Stadt Neuwied. Er liegt an der rechten Rheinstrecke und war ehemals auch Anfangspunkt einer Bahnstrecke nach Au (Sieg) sowie ein Güterbahnhof.

## Geschichte
Der Bahnhof wurde in den 1860er Jahren gleichzeitig mit der rechten Rheinstrecke erbaut. Die Inbetriebnahme erfolgte am 27. Oktober 1869, als die Strecke, welche Köln entlang des rechten Rheinufers mit Wiesbaden verband, um den Teilabschnitt von Niederlahnstein nach Neuwied erweitert wurde.
Anfangs hatte der Engerser Bahnhof verkehrstechnisch nur eine geringe Bedeutung und beschäftigte nur wenige Bahnbedienstete. Dies änderte sich jedoch im Laufe der nächsten zwei Jahrzehnte, in denen zuerst die gesamte rechte Rheinstrecke durchgehend in Betrieb genommen wurde sowie schließlich im Mai 1884 eine Abzweigung von ihr,  die durch den Westerwald führende Bahnstrecke Engers–Au, (Au (Sieg)-Altenkirchen-Flammersfeld-Puderbach-Selters-Siershahn-Ransbach/Baumbach-Grenzau-Engers), fertiggestellt wurde. Der Bahnhof wurde somit zu einem Schienenverkehrsknotenpunkt, was auch dazu führte, dass im Osten des Bahnhofes ein Bahnbetriebswerk mit einem Ringlokschuppen entstand. Der Ringlokschuppen wurde nach Aufgabe durch die Bahn als Vereinsheim und Unterstellplatz für den Fastnachtswagenbau vom dortigen Karnevalsverein genutzt. In der Silvesternacht auf 2025 ist der Lokschuppen einem Feuer zum Opfer gefallen. Vermutlich hat eine Silvesterrakete den Brand ausgelöst.
1912 wurden am Personenbahnhof Engers, der damals der Preußischen Staatsbahn gehörte, im Laufe des Jahres rund 150.000 Fahrkarten verkauft. 
Im Zweiten Weltkrieg wurde der Bahnhof Engers sowie die dazugehörenden Werkstätten, aber auch größere Teile der Rheinstrecken, bei Artilleriebeschüssen der Alliierten im März 1945 stark beschädigt. Der Zugverkehr konnte im August des gleichen Jahres provisorisch wiederaufgenommen werden. Allerdings verlor der Bahnhof in der Nachkriegszeit zunehmend seine einstige Bedeutung: Ab 1954 fuhren die meisten Güter- und Personenzüge auf der rechten Rheinstrecke über die wieder aufgebaute Urmitzer Eisenbahnbrücke, und der Güterumschlagsplatz in Engers wurde in den 1970er Jahren aufgegeben. Schließlich verlor der Bahnhof 1989 mit der Stilllegung der Strecke in den Westerwald endgültig seine Bedeutung als Knotenpunkt.

## Güterbahnhof
Ende des 19. sowie noch weit bis ins 20. Jahrhundert hinein gab es neben dem Personenbahnhof in Engers auch einen größeren Bahnhof für den Güterverkehr mit Ablaufberg für die Zugbildung, der unter anderem als Umladeplatz für hier geförderte Rohstoffe, darunter Ton und Bims, sowie landwirtschaftliche Erzeugnisse genutzt wurde.
Die Gleisanlagen sowie der Ablaufberg des Güterbereiches sind zum größten Teil noch erhalten, allerdings seit längerem nicht mehr angeschlossen.

## Nutzung
Das alte Empfangsgebäude des Bahnhofs ist erhalten, wird jedoch nicht mehr als solches genutzt, da es von der Deutschen Bahn inzwischen an Privatleute veräußert wurde (Nutzung seit 2021 als Praxis für Physiotherapie und Osteopathie). Für den Personenverkehr stehen zwei Gleise an zwei Bahnsteigen zur Verfügung, die über eine Fußgängerunterführung miteinander verbunden sind. Heute hält in Engers stündlich die Rhein-Erft-Bahn (RB 27) Koblenz – Mönchengladbach.
| Linie | Verlauf | Takt   |
| ----- | --- | ------ |
| RB 27 | Rhein-Erft-Bahn: Mönchengladbach Hbf – Rheydt Hbf – Rheydt-Odenkirchen – Hochneukirch – Jüchen – Grevenbroich – Rommerskirchen – Stommeln – Pulheim – Köln-Ehrenfeld – Köln Hbf – Köln Messe/Deutz – Köln/Bonn Flughafen – Troisdorf – Friedrich-Wilhelms-Hütte – Menden (Rheinl) – Bonn-Beuel – Bonn-Oberkassel – Niederdollendorf – Königswinter – Rhöndorf – Bad Honnef (Rhein) – Unkel – Erpel (Rhein) – Linz (Rhein) – Leubsdorf (Rhein) – Bad Hönningen – Rheinbrohl – Leutesdorf (Rhein) – Neuwied – Engers – Vallendar – Koblenz-Ehrenbreitstein – Koblenz Hbf Stand: Fahrplanwechsel Dezember 2023 | 60 min |

Außerdem wird die Station von drei Buslinien des Verkehrsverbundes Rhein-Mosel (VRM) angefahren.